# Código Tang

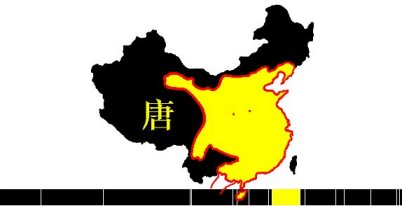
Dinastía Tang en la historia

El Código Tang (唐律) es un código penal establecido en China a comienzos de la dinastía Tang (618-907). Completado por otras ordenanzas y textos jurídicos más temporales, constituye el corazón jurídico del sistema legal Tang, y fue la base de todos los sistemas penales siguientes hasta 1912, se convirtió en la base de códigos dinásticos posteriores no únicamente en China sino en otras áreas del Asia oriental tales como el Japón y Corea.
Este Código Tang es una mezcla de la herencia del legalismo y de la influencia del confucianismo, y ha sido considerado como una de las más grandes obras del sistema jurídico chino antiguo. Se compone de doce secciones y quinientos artículos. Realizado en el 624 bajo el mandato del emperador Gaozu de Tang. Después ha tenido revisiones en 627 y en 637, siendo completado con un comentario en el 653: —el Tánglǜ Shuyin唐律疏議—. Está considerado como uno de los grandes logros de la ley tradicional china, y también el Código chino más antiguo que se ha transmitido hasta el presente en su forma completa.

## Contexto
El código Tang tuvo sus raíces en el código de la dinastía Zhou del Norte (564), basado al mismo tiempo en los códigos anteriores del reino Wei y la dinastía Jin (268). Con el objetivo de suavizar las leyes anteriores y reducir los castigos físicos —tales como mutilaciones— y para serenar las tensiones sociales en los territorios recién pacificados del imperio Tang, se redactó en el año 624 a petición del emperador Li Yuan de Tang, después se hicieron algunas revisiones el 627 y el 637 bajo el mandato del emperador Li Shimin y fue completado por comentarios en 653, bajo el emperador Gaozong.

## Organización y sistema de sanciones
| Sección | Definición |
| ------- | --- |
| I       | Definiciones generales y reglas                                                                                        |
| II      | Leyes relativas a pasar a través de sitios prohibidos (palacios imperiales, puertas de la ciudad, puestos fronterizos) |
| III     | Delitos cometidos por funcionarios en el ejercicio de sus oficio                                                       |
| IV      | Leyes concernientes a familias campesinas (tierras, impuestos, matrimonios)                                            |
| V       | Leyes relacionadas con granjas y almacenes estatales                                                                   |
| VI      | Leyes relativas a las tropas                                                                                           |
| VII     | Delitos contra personas y contra la propiedad                                                                          |
| VIII    | Delitos cometidos en el curso de peleas                                                                                |
| IX      | La falsificación |
| X       | Varias leyes de carácter especial                                                                                      |
| XI      | La ley concerniente a la detención de los culpables                                                                    |
| XII     | Las leyes relativas a la administración de justicia                                                                    |

El historiador francés y sinólogo Jacques Gernet ha definido el Código Tang como «una admirable composición de la lógica impecable a pesar de su importancia y complejidad». Los sinólogos de Estados Unidos Wallace Johnson y Denis C. Twitchett lo describieron como «un sistema muy racional de la justicia» en el que «tanto el acusador y los funcionarios involucrados debían tener cuidado en no encararse a ellos mismos con el castigo».

### Cálculo de las sanciones
La sanción por un delito se determinó de acuerdo con dos factores:
- Ofensa: el Código Tang asocia claramente cada delito con una pena.
- Posición relacional: para los familiares, esta posición se mide por el tipo y la duración del duelo que debía observar para cada grado de parentesco. Las relaciones fuera de la familia se definían de acuerdo con las posiciones en una jerarquía social encabezada por el propio emperador. En esta jerarquía, los funcionarios se encontraban en un grado más alto que los hombres comunes, que a la vez eran superiores a las personas de condición servil. Por ejemplo, un esclavo que había cometido un crimen contra su propietario era castigado más severamente que si una persona común hubiera cometido el mismo delito. La misma infracción cometida por el propietario contra su esclavo, por el contrario, resultaba ser una pena menor que el mismo delito cometido por una persona común.[4]

El juez local actuó como examinador y a veces como investigador, pero su último papel en casos legales fue determinar la sanción apropiada para el delito que se había cometido: debía fijar la naturaleza del delito definido por el código, y aumentar o reducir la pena asociada de acuerdo con la relación social entre delincuente y la víctima.
La históricamente conocida wuting五聽 («cinco audiencias») era una técnica china para obtener los hechos de un caso. Mientras se interrogaba a un testigo, el juez tendría en cuenta sus cinco tipos de conducta: «Declaraciones de la persona, la expresión, la respiración, la reacción a las palabras del juez, y los ojos del acusado. Por medio de la observación cuidadosa, se pensó que un juez experimentado podría llegar a saber si la persona estaba, de hecho, diciendo la verdad».
Si un juez no era capaz de decidir un caso sobre la base de la evidencia y la declaración de testigos, podría solicitar el permiso de los funcionarios superiores para utilizar la «tortura judicial». El acusado no podía ser golpeado más de 200 veces en un máximo de tres interrogatorios realizados al menos con veinte días de diferencia. Pero cuando el acusado era capaz de soportar la totalidad de la tortura sin hacer una confesión, el juez podría utilizar la misma tortura en el acusador. Si el acusador torturado admitía haber cometido una acusación falsa, recibiría el mismo castigo que deberían haber infligido, si hubiera sido condenado el acusado. Normas específicas regían en la aplicación de la tortura judicial. El único instrumento permitido fue el xunqiuzhang 訊囚杖 («bastón de interrogación»), que era de aproximadamente 1 metro de largo , 0.8 y 56 centímetros de ancho en los extremos grandes y pequeños respectivamente. El mismo juez sería castigado si se utilizaban otros medios para tratar de forzar una confesión.
El delito modulado de acuerdo con el grado de relación social, determinaba la sanción final que podía ir desde la flagelación utilizando el golpe con bastón, trabajos forzados, exilio con trabajos forzados, a la muerte por estrangulamiento o decapitación.